# Автопортрет з двома колами
Автопортрет з двома колами (нід. Zelfportret met twee cirkels) — олійна картина голландського художника Рембрандта ван Рейна, написана приблизно у період між 1665—1669 роками. Це — один з понад сорока написаних автопортретів Рембрандта. Нині зберігається в Кенвуд-Хаусі, Нідерланди.

## Історія створення
Автопортрет Рембрандт написав в останнє десятиліття свого життя, коли справи у нього не йшли добре як у приватному, так і в професійному плані. У 1663 році померла його дружина. Картину він почав писати в 1665 році, за чотири роки до його смерті.

## Опис
Як і в інших пізніх роботах художника, картину характеризує імпровізаційне поводження з деталями, які сприймаються як незавершені. Вже старий Рембрандт, одягнутий у мантію з хутряною підкладкою, тримає в руках палітру та пензлі.

### Два кола
Увагу привертають загадковідва кола на задньому плані. Що до них існує багато припущень. Можливо, їх присутність пов'язана просто з прагненням художника продемонструвати майстерність довільного малювання ідеальних кіл.